# 家鋪隆仁
家鋪隆仁（日语：やしき たかじん，1949年10月5日—2014年1月3日），是一名日本艺人、歌手與节目主持人。

## 簡歷
他出生于日本大阪西成区，父親（楊原/楊 權三郞）為在日韓國人。1970年，开始演唱生涯。
歌唱生涯中曾以電影版《機動戰士鋼彈》主題歌《砂之十字架》（砂の十字架）而走紅，但卻因為在錄製當時所發生的種種風波，造成他本人長期將此曲視為生涯的最大污點（但後來態度稍有軟化）。
之后开始担任關西地區電視台节目主持人，所主持的節目均有高收視率。且由於1992年他在朝日電視台深夜直播情報節目《M10》中，由於與工作人員的嫌隙累積，而在節目進行中發生現場直播暴怒離場事件，造成他個人後來對東京的電視台產生嫌惡感之故，主要多以關西地區為演藝活動範圍，且從來不上NHK的任何節目。但他對於自己的歌曲在NHK的音樂節目中由其他歌手翻唱，以及在廣播中播放他的歌曲則並無排斥之意。
生前曾有三次婚姻，與首任妻子之間育有一女。2012年1月，他被诊断出患有食道癌；2014年1月3日去世。

## 电视节目
- 《Takajin Mune Ippai》（关西电视台）
- 《Takajin No Money》（大阪电视台）
- 《Takajin no Sokomade Itte Iinkai》（读卖电视台）
- 《Takajin ONE MAN》（每日放送）
- 《Muhaha no Takajin》（关西电视台）